# Gustaf Åman

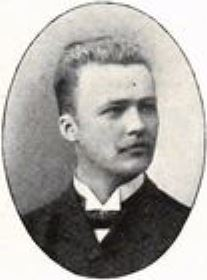
Gustaf Åman.

Carl Gustaf Åman, född 19 september 1873 i Själevads församling, Västernorrlands län, död 18 december 1919 i Stockholm, var en svensk ingenjör. 
Åman, vars far var grosshandlare, blev elev vid Kungliga Tekniska högskolan 1892 och avlade avgångsexamen där 1895. Han var anställd vid Hernösands mekaniska verkstad 1890–1891, praktiserade vid Asea 1894, var montör vid de Lavals elektriska blockbelysning 1895–1896, assistent i provrummet vid AB de Lavals Ångturbin 1896–1897, montör och senare övermontör vid Elektrizitäts-AG vormals W. Lahmeyer & Co. i Frankfurt am Main 1897–1898 och chef för Bröderna Nobels gas- och elektricitetsverk för kraftöverföring och belysning i Balakhani vid Baku från 1898.